# Meir Lahav
Meir Lahav (em hebraico:  מאיר להב; Sófia, Bulgária, 1936) é um químico e cientista dos materiais israelense, professor emérito do Instituto Weizmann de Ciência.
Lahav emigrou para Israel em 1948. Estudou na Universidade Hebraica de Jerusalém, onde obteve um mestrado em química dos polímeros em 1962. No Instituto Weizmann de Ciência obteve um doutorado em química do estado sólido com Gerhard Schmidt. No pós-doutorado trabalhou dentre outros com Paul Doughty Bartlett na Universidade Harvard, antes de retornar a Israel em 1971. Desde 1985 ocupa o cargo de professor titular no Instituto Weizmann.
Em uma colaboração de longo prazo com Leslie Leiserowitz tratou de como a formação e o crescimento do cristal podem ser influenciados por impurezas direcionadas (impurezas úteis) e com a determinação direta do senso de quiralidade de moléculas. Investigou os fenômenos de cristalização e interface, como o empacotamento de moléculas anfifílicas no limite de fase e a base para a catálise heterogênea. Procurou entender as biomembranas e projetou camadas de Langmuir-Blodgett de automontagem, investigou vias de reação por meio de transformações assimétricas em cristais quirais e centrossimétricos, interações hóspede-hospedeiro em sólidos orgânicos, a correlação de fenômenos macroscópicos com quiralidade molecular, bem como fotorreações estereoquímicas e regioespecíficas dentro de sólidos orgânicos.
Lahav recebeu o Prêmio Centenário da Royal Society of Chemistry em 1984/85, a Medalha Prelog em 1987, o Prêmio Gregori Aminoff em 2002, a Medalha Quiralidade em 2006 e o Prêmio Israel em 2016. Em 2018 foi agraciado com o Prêmio EMET. Em 2021 ele e Leslie Leiserowitz receberam conjuntamente o Prêmio Wolf de Química. É membro da Academia Leopoldina desde 1997.
Meir Lahav é casado e tem três filhos.